# Psittacanthus salicifolius
Psittacanthus salicifolius är en tvåhjärtbladig växtart som beskrevs av Kuijt. Psittacanthus salicifolius ingår i släktet Psittacanthus och familjen Loranthaceae. Inga underarter finns listade i Catalogue of Life.